# Ždrelo
Ždrelo es un pueblo ubicado en la municipalidad de Petrovac, en el distrito de Braničevo, Serbia.

## Superficie
Posee una superficie de 28,75 kilómetros cuadrados.

## Demografía
Hasta 2011 la población era de 618 habitantes, con una densidad de población de 21,49 habitantes por kilómetro cuadrado.